# Erkki Laine
Erkki Laine, född 13 september 1957 i Lahtis, död 22 augusti 2009 i Asikkala, var en finländsk ishockeyspelare. Han vann en silvermedalj på Olympiska vinterspelen 1988.
Under ishockeykarriären hade han Pelicans, Leksands IF och Färjestad BK som klubbadress. Laine vann två SM-guld med Färjestad.
Hans dotter, Emma Laine, är en av de bästa tennisspelarna i Finland.
Laine drunknade efter en båtolycka den 22 augusti 2009. Båten och en av hans skor hittades två dagar senare, och Laine hittades efter tre dagar.